# Ameddji
Un ameddji era un funcionari de l'Imperi Otomà dependent directament del reis-ül-küttab, del que feia les funcions de secretari, copiant els informes escrits per aquest i en general assistint-lo en tots els seus actes.
El nom derivava del persa amad («que arriba», o «que és rebut»). La funció fou creada al segle xvii i va adquirir més importància al segle xviii, esdevenint al segle xix els secretaris del consell de ministres.